# Notre-Dame (Poissy)

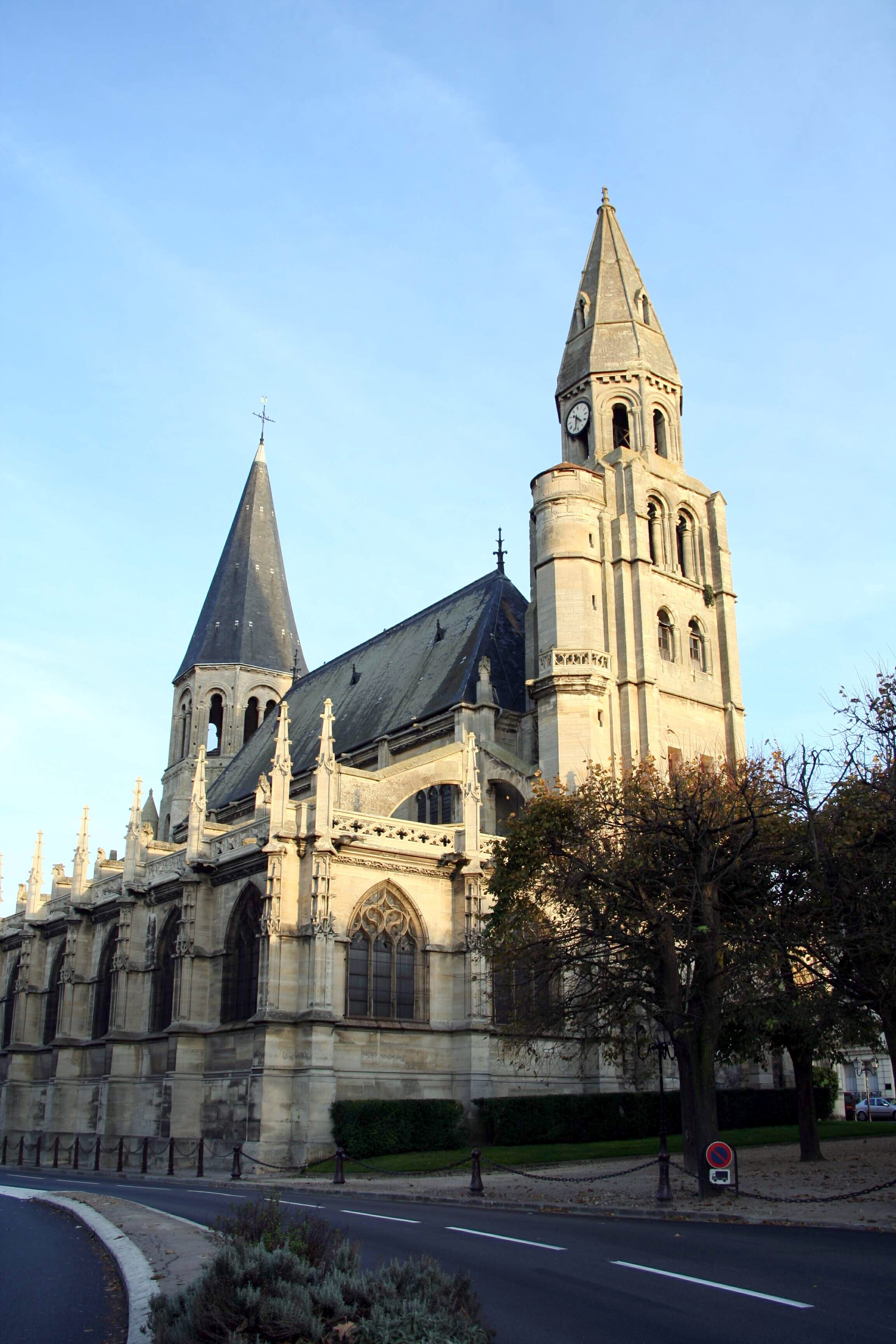
Notre-Dame de Poissy

Die römisch-katholische Pfarrkirche Notre-Dame in Poissy im französischen Département Yvelines (Region Île-de-France) ist eine im 12. Jahrhundert errichtete ehemalige Stiftskirche (frz. Collégiale), die bis zur französischen Revolution von einem Kanonissenstift betreut wurde.

## Politisch-religiöse Geschichte
Die Bedeutung dieser Kirche liegt vor allem darin, dass König Ludwig der Heilige (Saint Louis) hier am 25. April 1214 getauft wurde.
Bis zur Französischen Revolution stand etwa 100 m südwestlich der Kirche Notre-Dame das 1297 gegründete Dominikanerkloster Saint-Louis, dessen Kirche völlig verschwunden ist, und von dem nur wenige Nebengebäude erhalten sind.

## Gebäudeteile

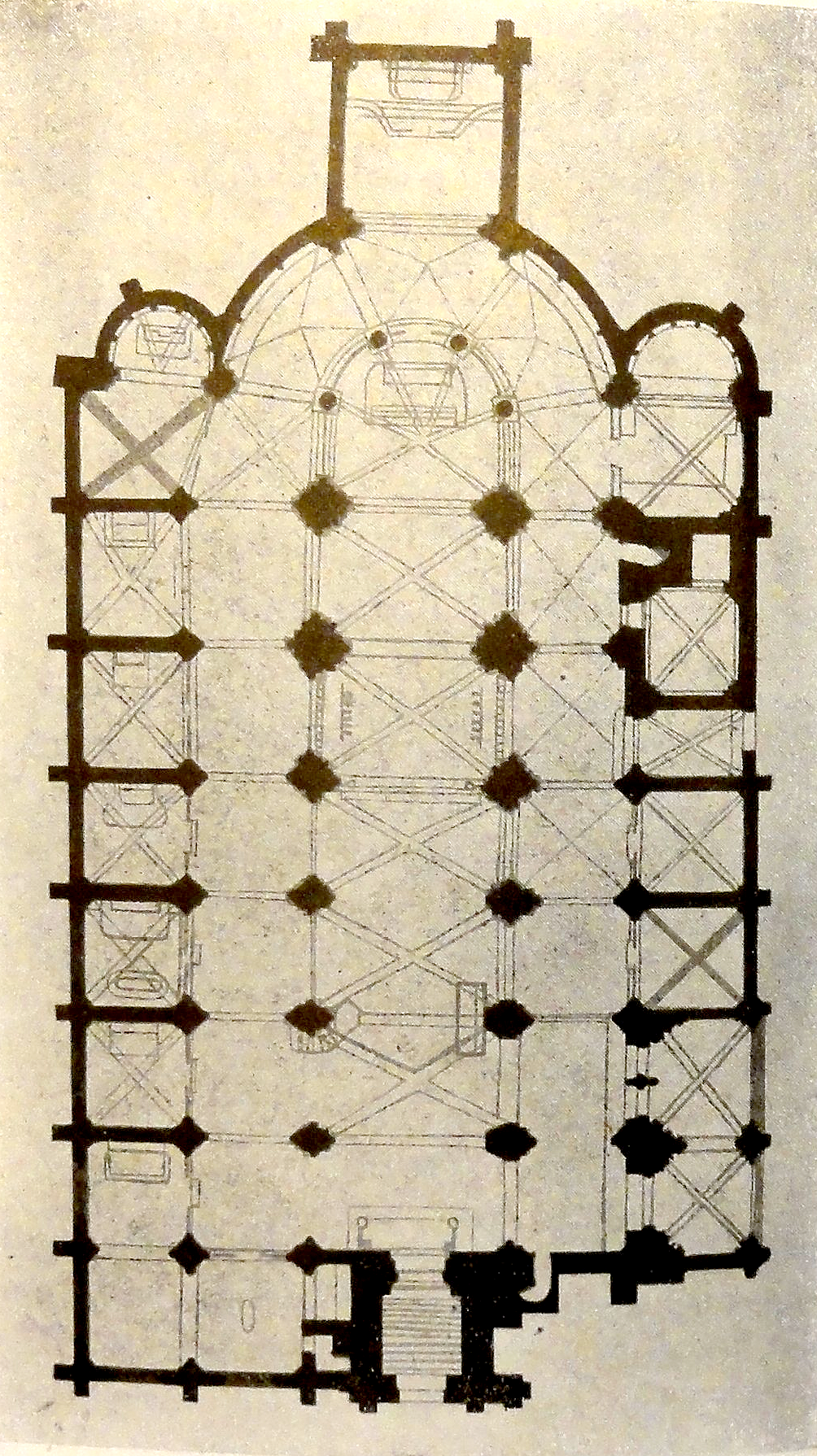
Grundriss

Die Kirche ist eine Basilika aus einem Mittelschiff und zwei Seitenschiffen, von denen eine Reihe von Kapellen abgehen. Der Chor ist ein Umgangschor mit halbrunden Schlüssen von Binnenchor und Umgang. An den Umgang schließen drei Kapellen an, eine axiale und zwei seitliche, die alle in Richtung der Kirchenachse orientiert sind. Das Joch westlich des Chors trägt einen oktogonalen Vierungsturm, obwohl die Kirche kein Querhaus hat. Allerdings ist das Triforium hier plastischer gestaltet, als in den fünf westlich anschließenden Langhausjochen. An den Westgiebel des Langhauses schließt der quadratische, sehr massive Glockenturm an, dem ein oktogonales Obergeschoss aufgesetzt ist. Beide Türme tragen spitze Zeltdächer, das des Westturms ist gemauert und mit vier Gauben versehen, das des Ostturms mit Schiefer gedeckt. Obwohl das Mittelschiff des Langhauses sich zwischen diesen beiden Türmen erstreckt, trägt es ein Walmdach.
Der Chor ist auf den Sonnenaufgang am 15. August (Mariä Himmelfahrt) ausgerichtet, sodass die Gebäudeachse nicht von Westen nach Osten, sondern von Südwesten nach Nordosten zeigt. Das Raster der Gurtbögen und Arkaden ist nicht ganz rechtwinklig, aber es gibt keinen Knick zwischen Schiff und Chor.

## Baugeschichte und Stil
Vom Erstbau aus dem 11. Jahrhundert sind nur noch die drei unteren Geschosse des Glockenturms erhalten. Der Kernbau der eigentlichen Kirche wurde von 1130 bis 1160 errichtet. Der Umgangschor im Osten gehört noch ganz der Spätromanik an, alle Bogenfenster und Arkaden sind rundbogig und der Chorumgang hat noch Kreuzgratgewölbe. Die Rundfenster der Obergaden haben schon Maßwerk, das aber außer Stäben noch gemauerte Flächen aufweist. Den Binnenchor deckt schon eine Schirmkuppel mit Rippen.
Die übrigen bis 1160 errichteten Teile der Kirche haben romanische und gotische Elemente. Fenster und Arkaden sind noch rundbogig, aber die Gewölbe sind schon Kreuzrippengewölbe mit angedeutet spitzen Rippenverläufen. Die Gurtbögen des Mittelschiffs sind noch rund, die der inneren Seitenschiffe schon spitz. Die Obergadenfenster der drei westlichen Joche sind breiter als die der östlichen und haben schon Maßwerk, aber immer noch Rundbögen.
Die Kapellenzeilen an den Längsseiten und die Vorhalle vor dem Südportal wurden ab etwa 1300 errichtet. Das Maßwerk ihrer Spitzbogenfenster zeigt schon Formen des spätgotischen Flamboyantstils. Mittelalterliche Zutaten erhielt die Kirche bis ins 16. Jahrhundert.
Um 1830 wurde sie durch den Architekten Auguste Goy, von 1845 bis 1869 von Viollet-le-Duc renoviert. Seit 1840 zählt sie zu den Monuments historiques.

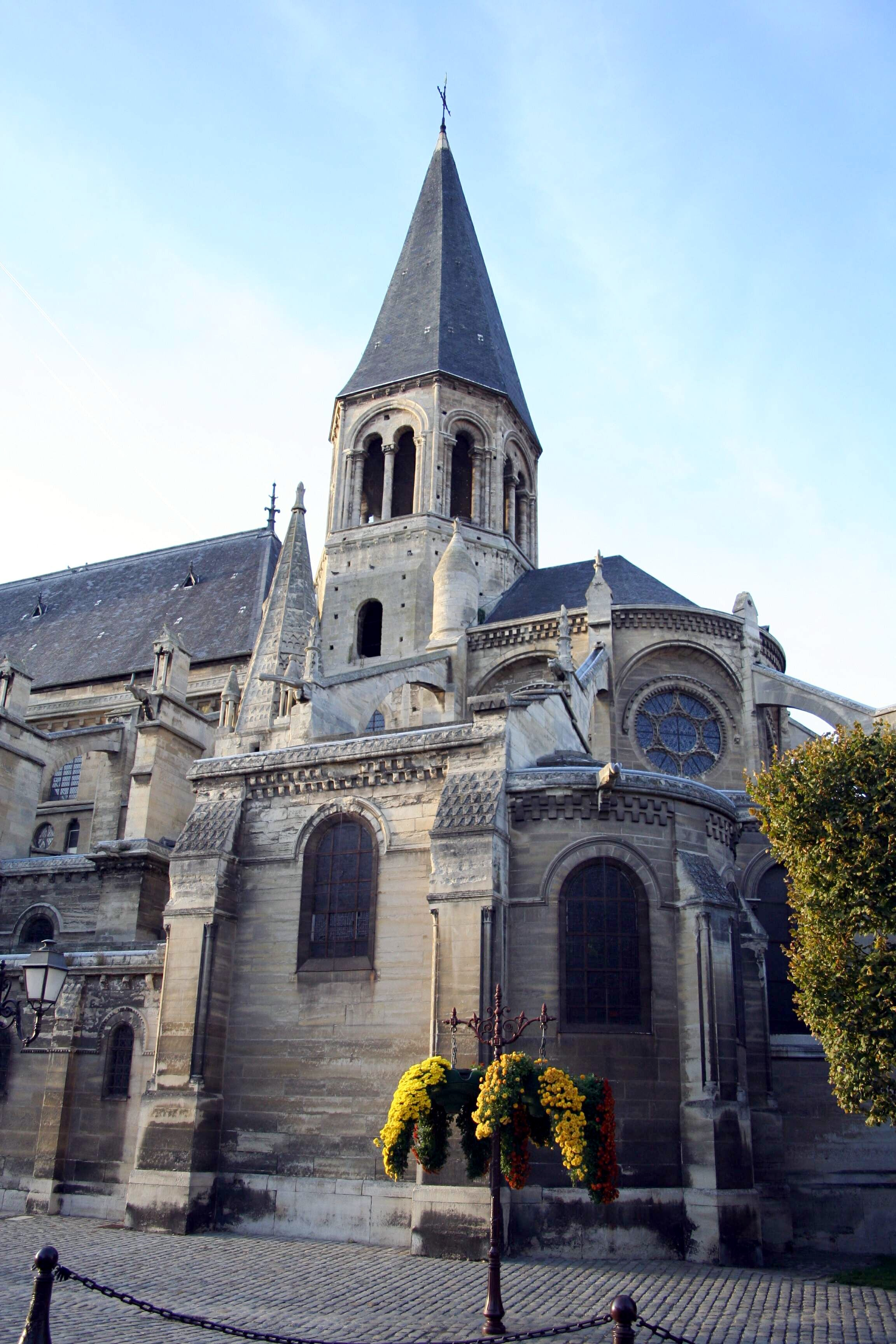
Umgangs-Chor und Vierungsturm
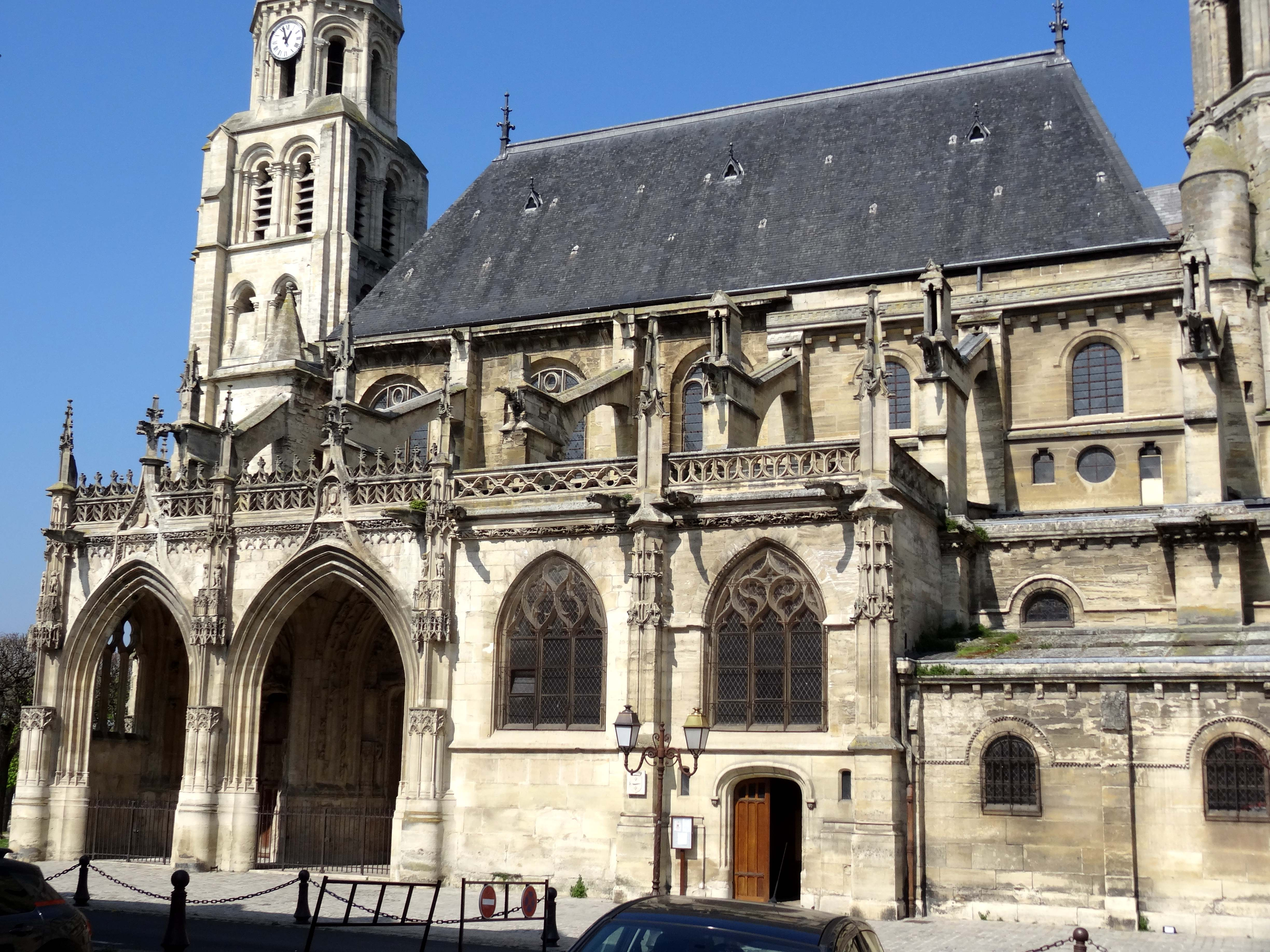
Obergaden nach Westen moderner; Kapellen und Vorhalle flamboyant
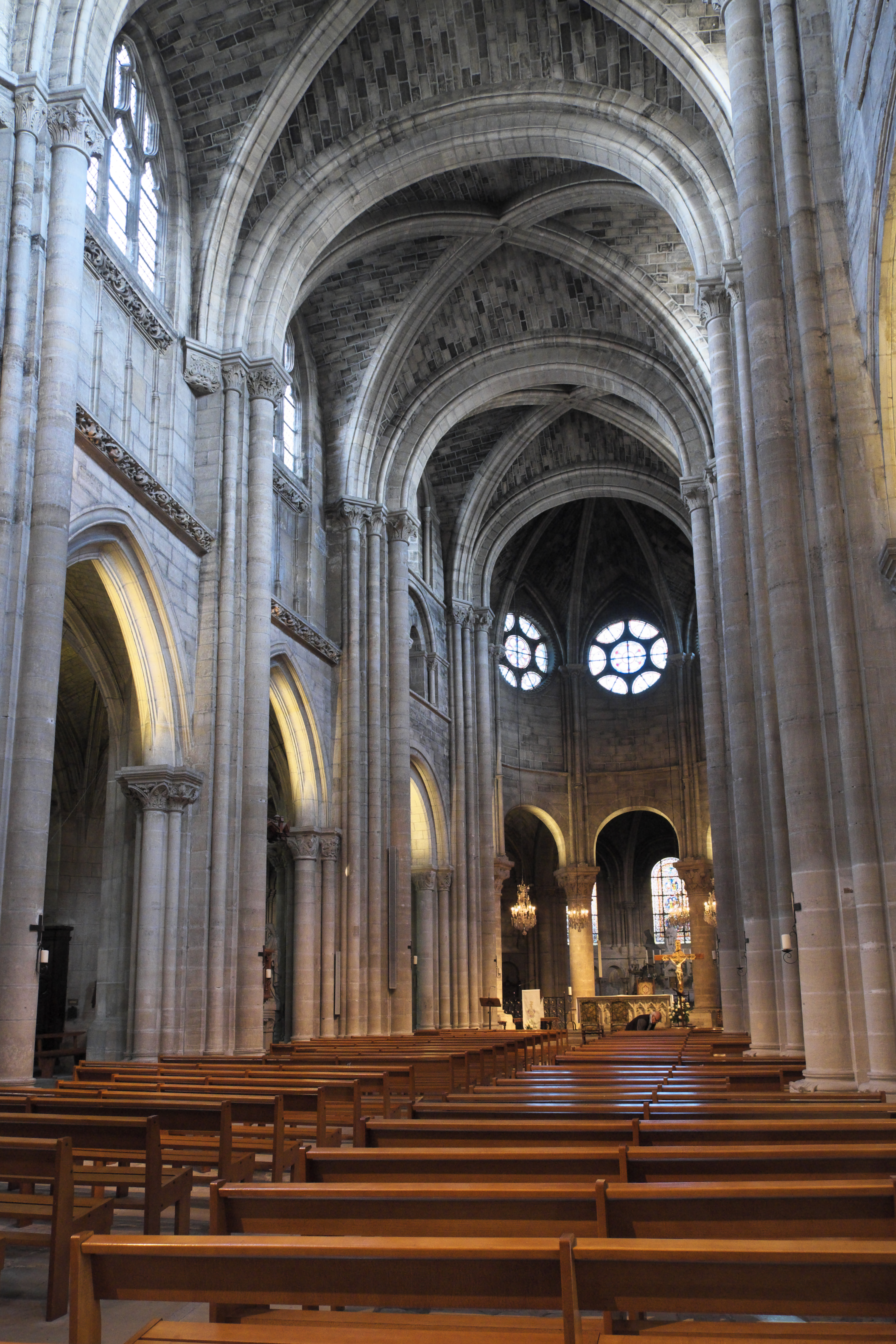
Langhaus nach Osten
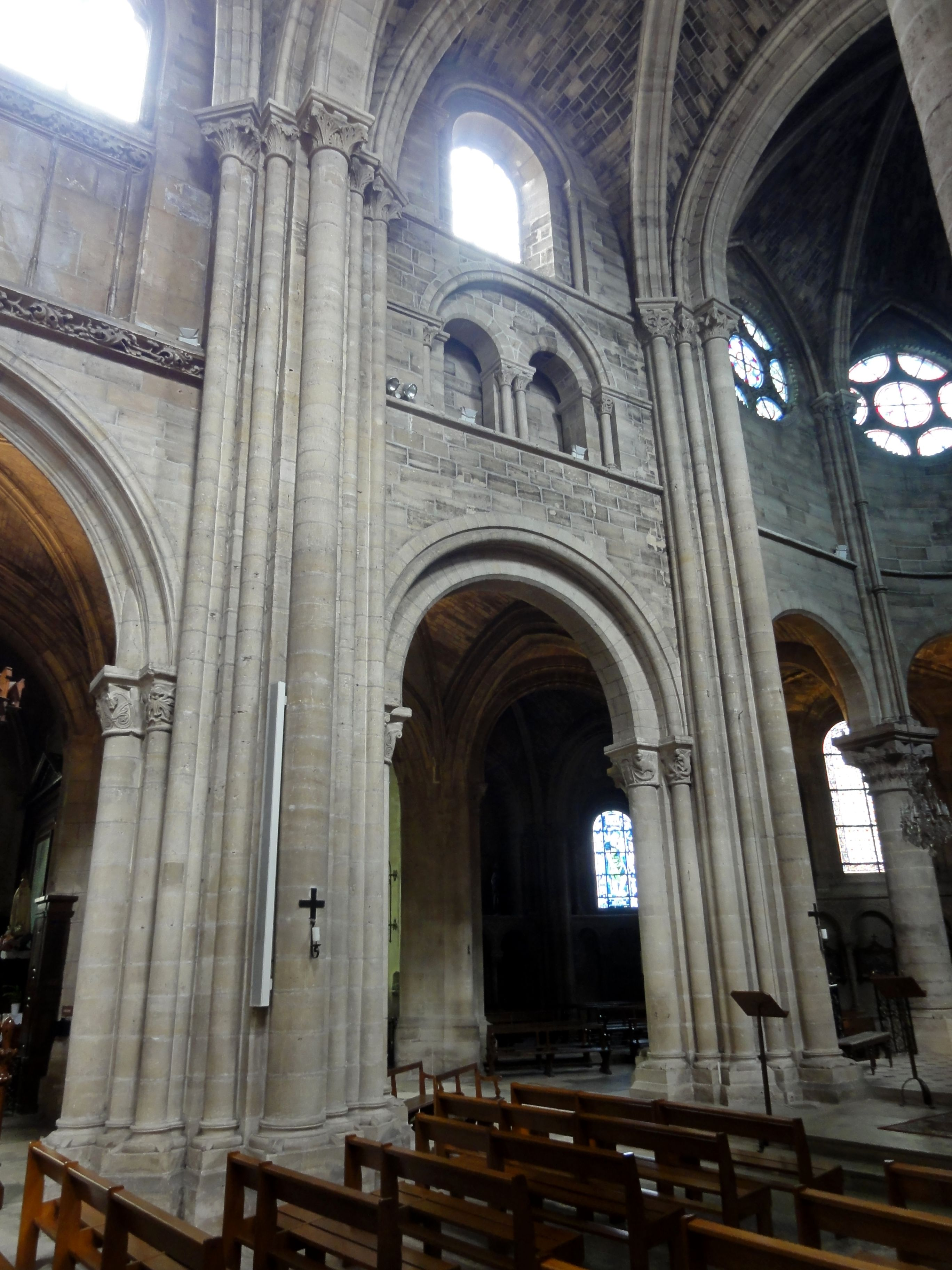
Vierungsjoch mit Biforium als Arkade des Triforiums
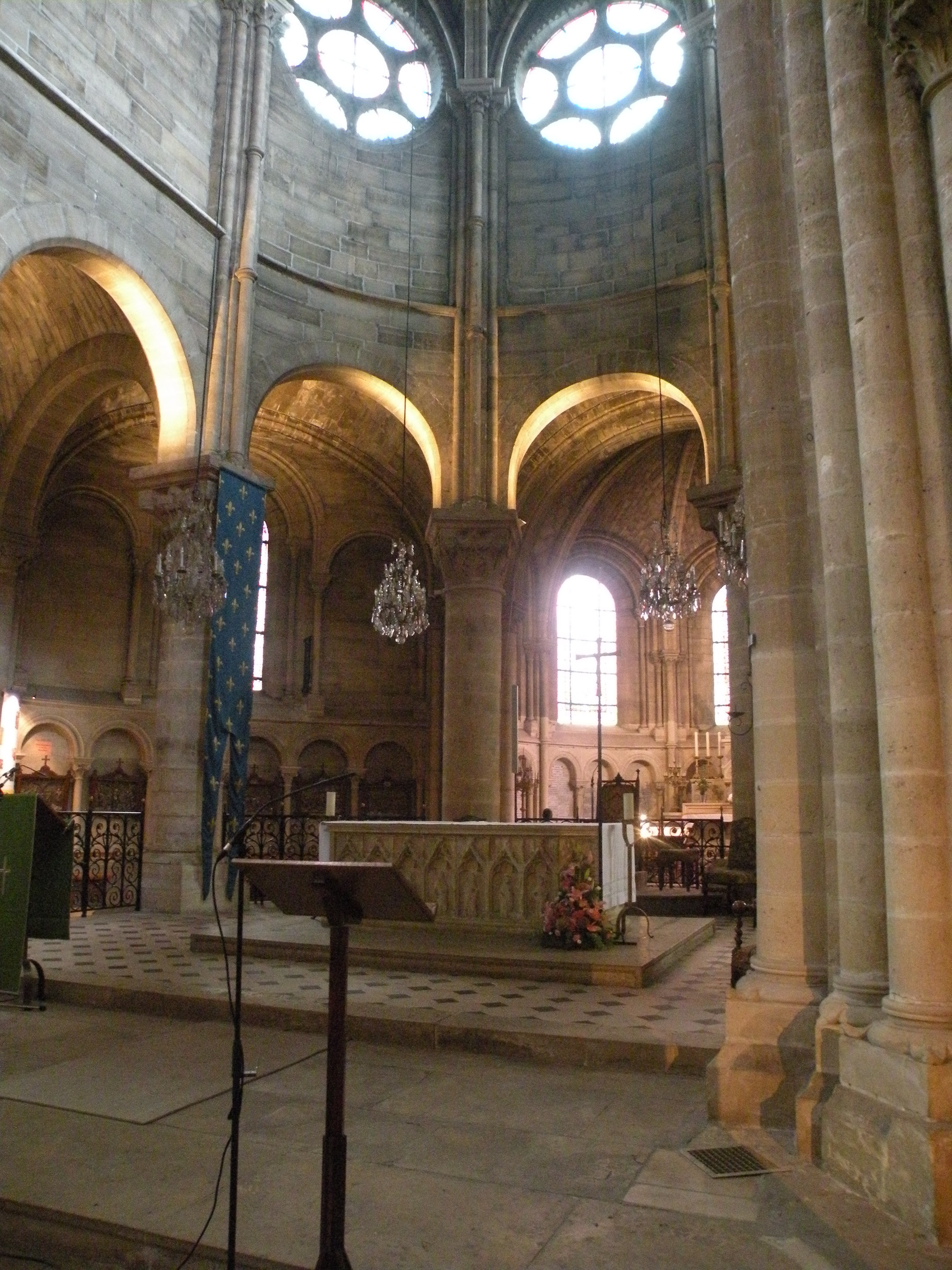
Chorhaupt und Umgang
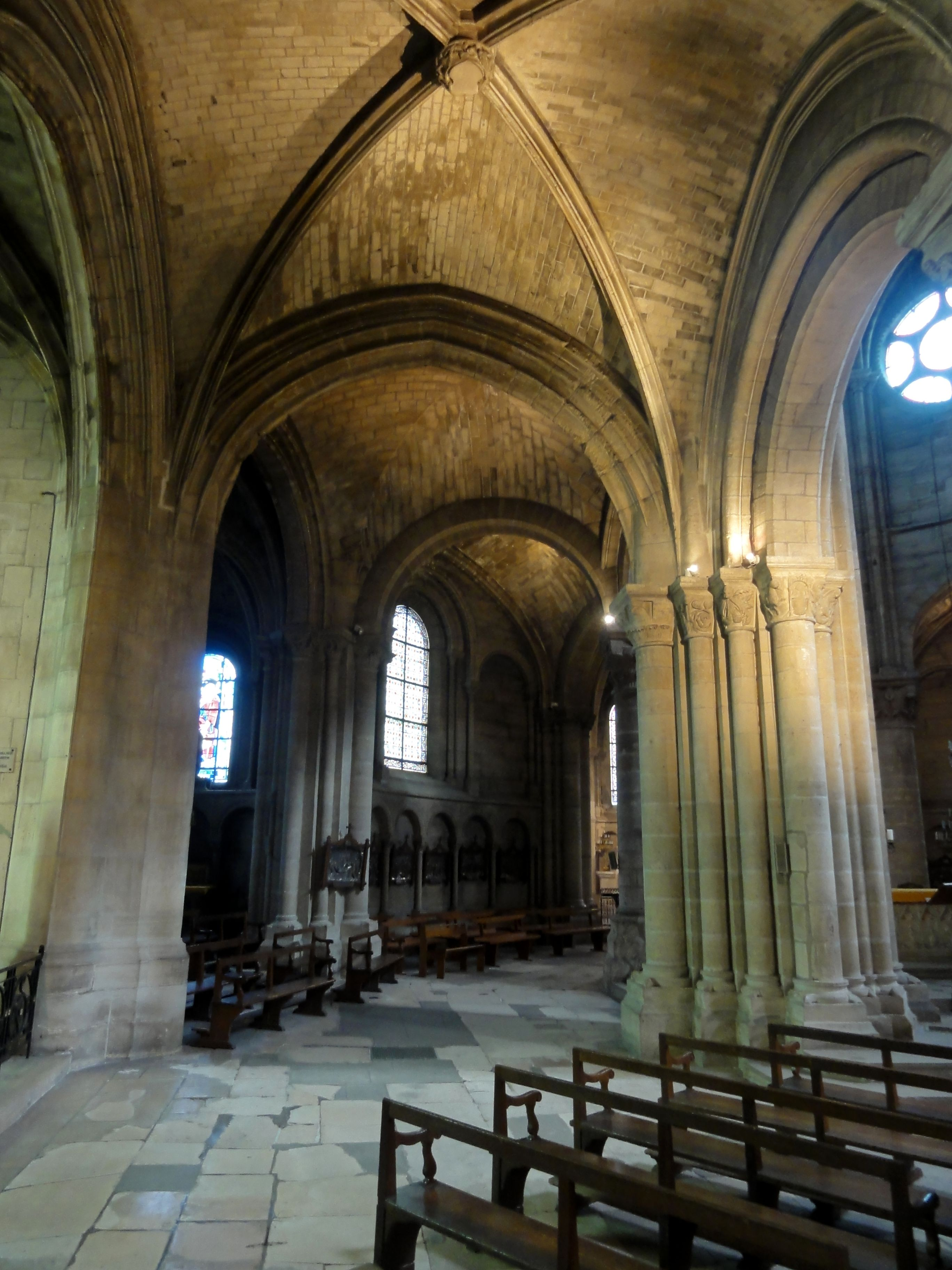
Seitenschiff mit gotischen, Chorumgang mit romanischen Gewölben

## Ausstattung

### Orgel
Die Orgel wurde 1903 von Charles Mutin errichtet, als Ersatz für ein Instrument der Orgelbauerfamilie Dallery. Im Zuge einer Restaurierung fügte der Orgelbauer Gutschenritter im Jahre 1959 vier Register im Récit hinzu. In den Jahren 2000–2003 wurde das Instrument von der Orgelbaufirma Manufacture Bretonne d’Orgues umfassend saniert. Es hat 27 Register auf zwei Manualwerken und Pedal; die Register des Pedals sind überwiegend Transmissionen und Extensionen von Registern der Manualwerke. Die Spieltrakturen sind mechanisch (mit Barker-Maschinen in der Grand Orgue), die Registertrakturen sind mechanisch, mit Ausnahme der Trakturen der vier Register von Gutschenritter, welche pneumatisch sind.
| I Grand Orgue C–g3 |           |     |
| 1.                 | Bourdon   | 16′ |
| 2.                 | Montre    | 8′  |
| 3.                 | Bourdon   | 8′  |
| 4.                 | Flûte     | 8′  |
| 5.                 | Prestant  | 4′  |
| 6.                 | Doublette | 2′  |
| 7.                 | Trompette | 8′  |
| 8.                 | Clairon   | 4′  |

| II Récit expressi C–g3 |                 |        |     |
| 9.                     | Quintaton       | 16′    | (G) |
| 10.                    | Cor de nuit     | 8′     |     |
| 11.                    | Gambe           | 8′     |     |
| 12.                    | Voix céleste    | 8′     |     |
| 13.                    | Flûte           | 4′     |     |
| 14.                    | Nasard          | 2 ⁄3′  | (G) |
| 15.                    | Octavin         | 2′     | (G) |
| 16.                    | Tierce          | 3 1⁄5′ | (G) |
| 17.                    | Plein-Jeu V     |        |     |
| 18.                    | Basson          | 16′    |     |
| 19.                    | Trompette       | 8′     |     |
| 20.                    | Basson-Hautbois | 8′     |     |
| 21.                    | Clairon         | 4′     |     |

| Pedalwerk C–f1 |                        |     |
| 22.            | Contrebasse            | 16′ |
| 23.            | Soubasse (= Nr. 1)     | 16′ |
| 24.            | Basse (Ext. Nr. 1)     | 8′  |
| 25.            | Bourdon (= Nr. 3)      | 8′  |
| 26.            | Violoncelle (= Nr. 11) | 8′  |
| 27.            | Basson (= Nr. 18)      | 16′ |

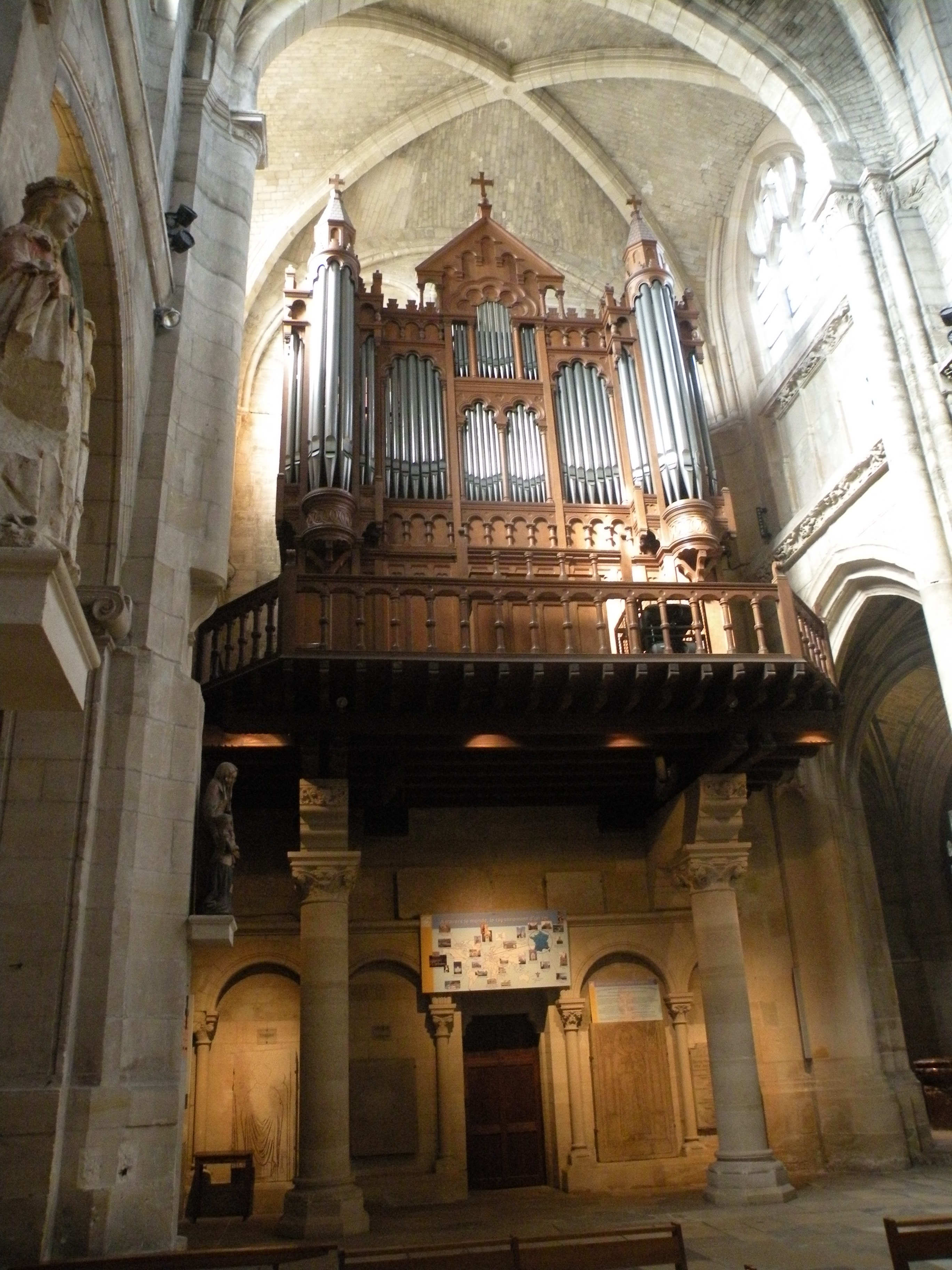
Orgelempore neu von Volet-le-Duc

- Koppeln: II/I (auch als Sub- und Superoktavkoppeln), I/P, II/P.
- Spielhilfen: Appel GO, Appels d’anches GO und Récit

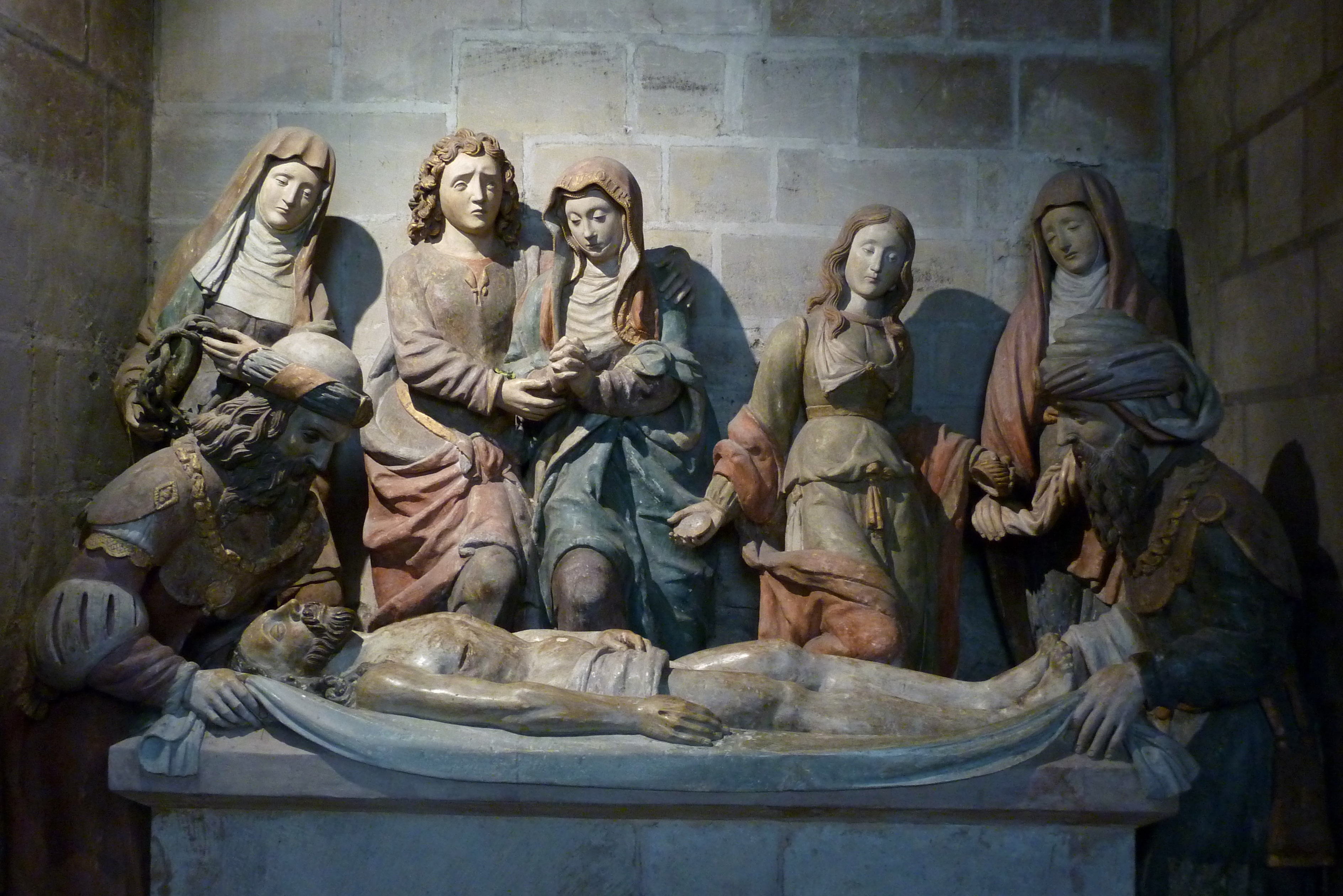
Grablegung Christi (um 1522)

- Anmerkung

(G) = Register von Gutschenritter

### Skulpturen
Mehrere mittelalterliche Skulpturen sind als Einzelstücke Monuments historiques und stehen damit unter besonderem Schutz: Eine Grablegung Christi, eine Statue Johannes des Täufers, eine Statue „Heilige Anna und ihre Tochter Maria“ und die Heilige Barbara von Poissy.